# Sveriges nationalälvar
Sveriges nationalälvar är de fyra älvar i Norrland som är skyddade mot ytterligare utbyggnad av vattenkraft.
Piteälven är utbyggd i Sikfors och Vindelälven påverkas av utbyggnaden i Stornorrfors som ligger i Umeälven. Att de är nationalälvar betyder alltså att de inte får byggas ut ytterligare. Endast Torne och Kalix älv är helt outbyggda.
Nationalälvarna är (från norr till söder):
- Torne älv
- Kalixälven
- Pite älv
- Vindelälven

## Historia
Vid Freden i Sarek år 1961 enades Naturvårdsdelegationen och Vattenfall AB om vilka älvar som kunde byggas ut och vilka som skulle bevaras. Bland annat skyddades Torne älv, Kalixälven och Pite älv från utbyggnad.[källa behövs]
Vindelälven var med på listan över älvar som kunde byggas ut. Men efter omfattande protester beslutade regeringen 1970 att den ändå skulle bevaras.
År 1993 utsåg riksdagen Torne älv, Kalixälven, Pite älv och Vindelälven till nationalälvar.[källa behövs]
Idag regleras skyddet av nationalälvarna i Miljöbalkens 4 kapitel 6 paragraf.